# Rue Bonne-Louise
La rue Bonne-Louise est une voie de Nantes, en France.

## Situation et accès
Située dans le centre-ville de Nantes, la rue est bitumée, ouverte à la circulation automobile. Longue de 220 mètres, elle relie la rue Copernic et la place de l'Édit-de-Nantes à la rue Marie-Anne-du-Boccage.

## Origine du nom
Son nom lui a été attribué en mémoire de Louise Dumoulier de La Brosse, épouse d'Émile Charrier, propriétaire des terres sur laquelle l'artère fut aménagée, qui, en échange de la cession de parcelles sans contrepartie, a obtenu en 1840 d'influer sur la dénomination de la voie,.

## Historique
Une fois prise la décision de la municipalité d'aménager le carrefour des Gastineaux en place, en 1833, certains propriétaires, dont Charrier, proposent de vendre à la Ville des espaces nécessaires à de nouvelles rues, ce qui permettrait de faire monter le prix de l'immobilier. Mais la mairie refuse d'être engagée à quoi que ce soit, mettant en avant qu'elle doit planifier les travaux de la voirie en fonction de ses ressources. En 1839, le plan de la nouvelle place de Gigant est validé par le roi, Louis-Philippe Ier. Les rues existantes y apparaissent plus larges et alignées, et deux projets figurent en pointillé : les futures rues Bonne-Louise et Bertrand-Geslin.
En 1840 et 1841, M. Charrier, pour permettre la création de la rue Bonne-Louise, échange ou offre même des parcelles de terrain, escomptant jouer sur la spéculation immobilière ; Charrier demande en échange que la rue ouverte sur son ancienne propriété soit baptisée « Bonne-Louise », vœu qui sera exaucé. Le tracé, dans le prolongement de la rue de la Rosière-d'Artois, est entériné par une ordonnance royale le 26 décembre 1842, ; aussitôt, les propriétaires divisent leurs terrains en lots et l'urbanisation est rapide.
Durant la seconde moitié du XIXe siècle, la rue hébergea l'externat des Enfants-Nantais. Puis, les bâtiments sont rasés pour laisser la place au nouvel édifice à structure de béton l'actuel lycée Gabriel-Guist'hau qui est inauguré en 1933.

## Bâtiments remarquables et lieux de mémoire

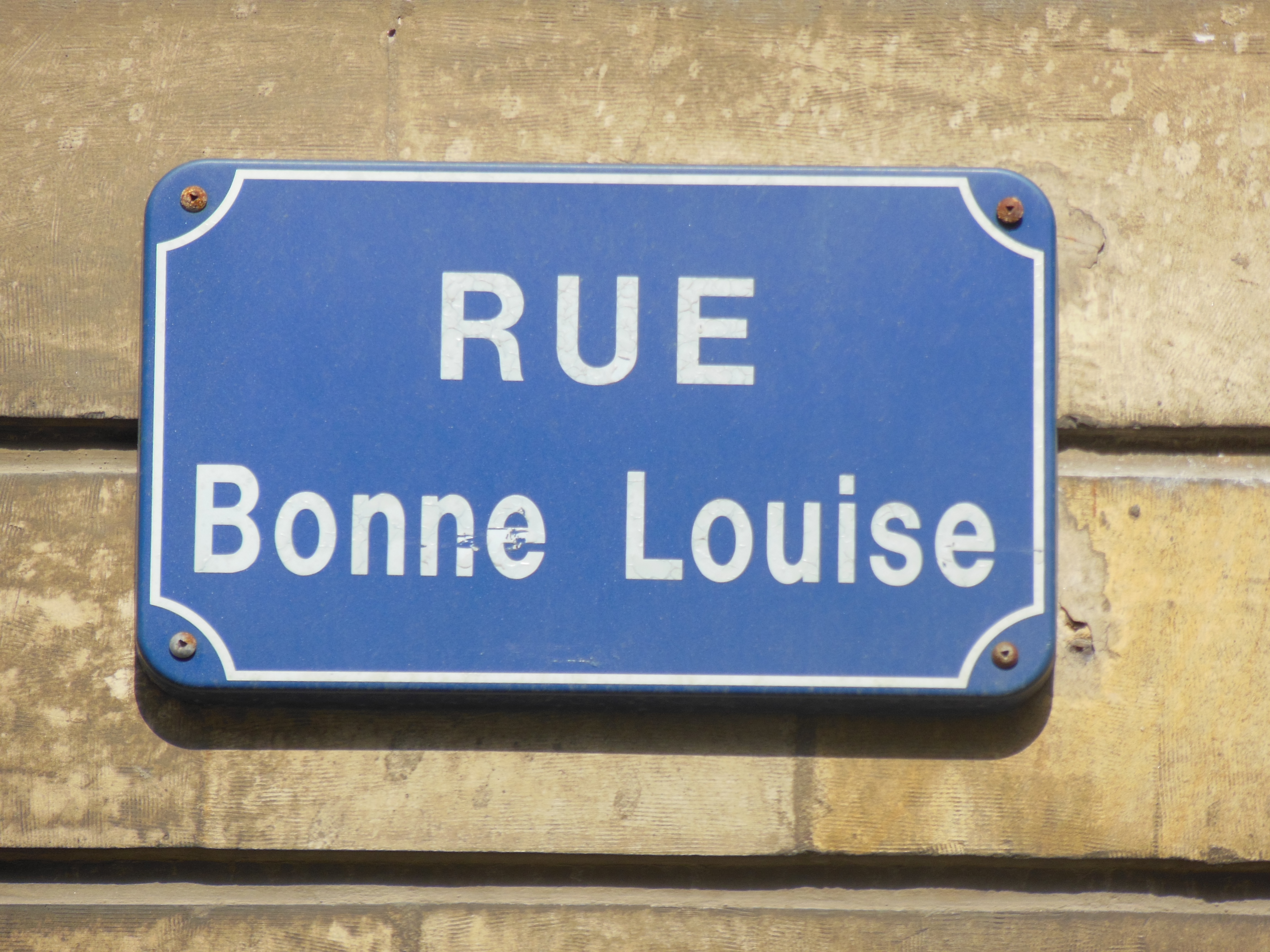
Plaque de la rue.
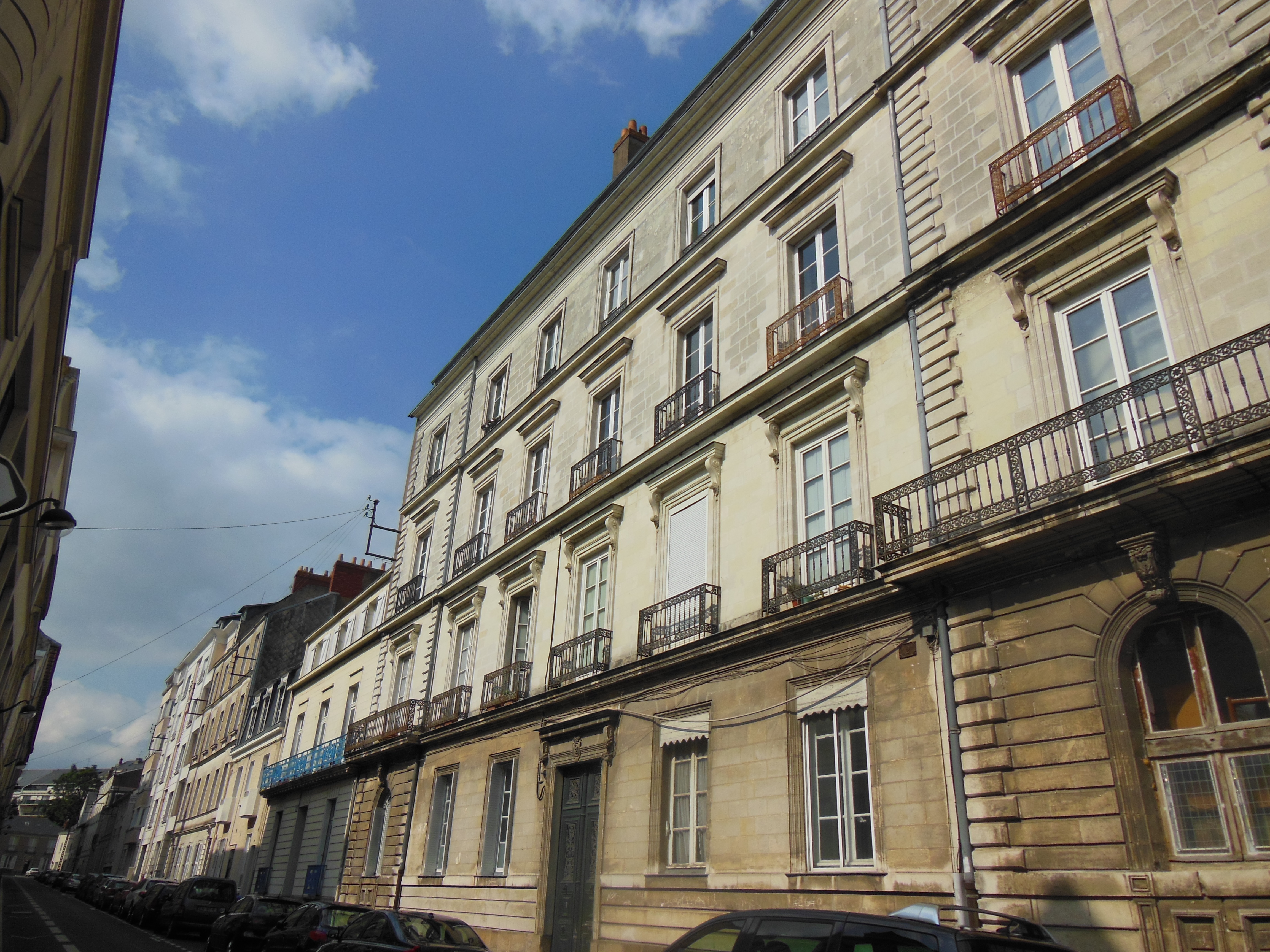
Immeubles.